# خودواپرسی
خودواپرسی، خودپرسی یا از خود پرسیدن (به انگلیسی: Wonder) احساسی قابل مقایسه با شگفت‌زدگی است که افراد هنگام درک چیزی نادر یا غیرمنتظره (اما نه تهدیدآمیز) احساس می‌کنند. از لحاظ تاریخی، به عنوان یک جنبه مهم از طبیعت انسان دیده می‌شود، به‌ویژه که با کنجکاوی و انگیزه پشت کاوش فکری مرتبط است. شگفت‌زدگی نیز اغلب با احساس هیبت مقایسه می‌شود، اما هیبت به جای شادی دلالت بر ترس یا احترام دارد. داستان علمی تخیلی می‌تواند حس شگفتی ایجاد کند.

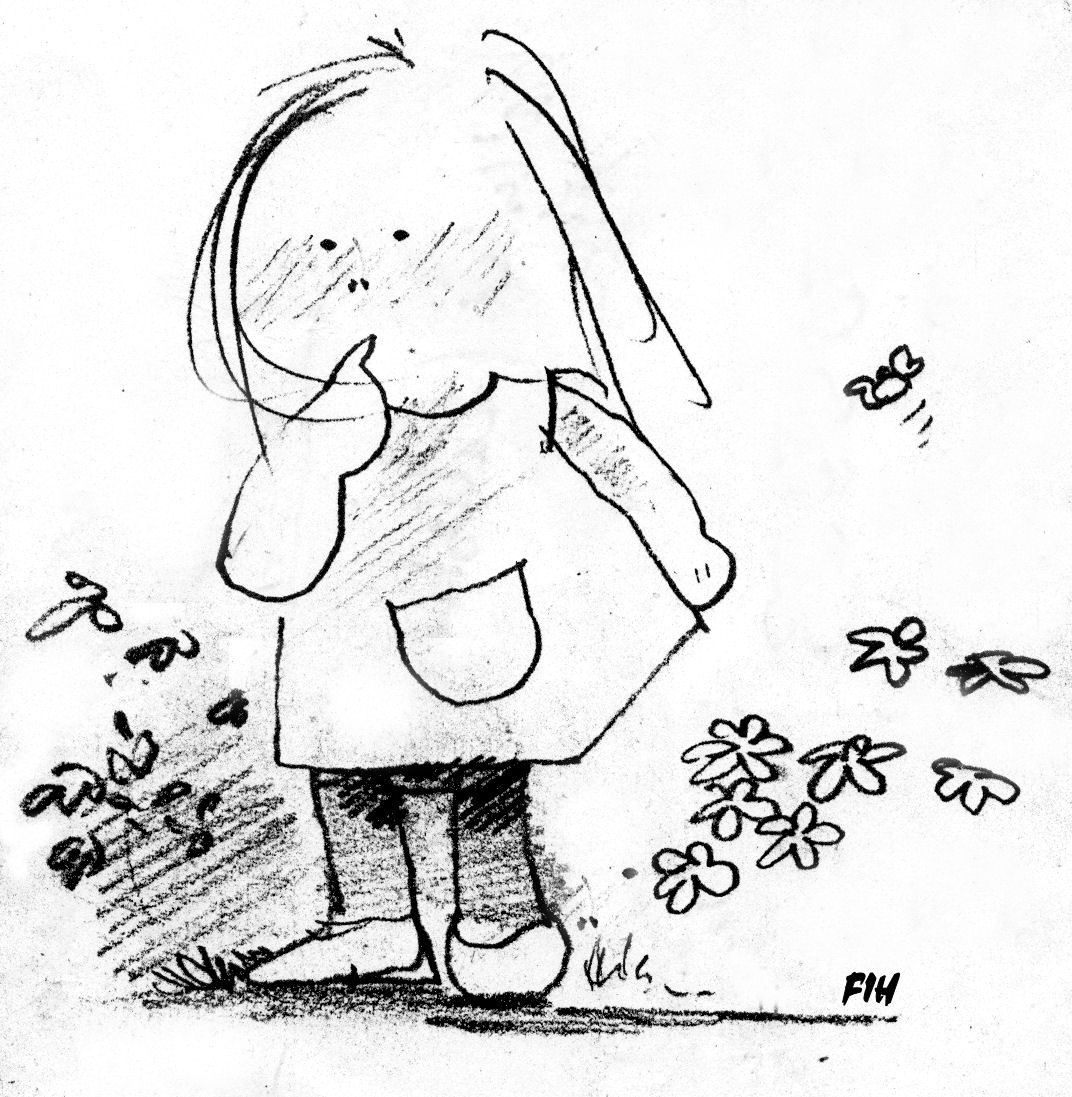
خودواپرسی ...، تصویر (۱۹۷۸)